# روبن سالماندر
روبن سالماندر (سوئدی: Reuben Sallmander؛ زادهٔ ۱۱ فوریهٔ ۱۹۶۶) بازیگر اهل سوئد است.
از فیلم‌ها یا برنامه‌های تلویزیونی که وی در آن نقش داشته‌است، می‌توان به شن‌های روان، پل، دختری با خالکوبی اژدها، دختری که با آتش بازی کرد، تروریست مردم‌سالار و پیتر بدون دم اشاره کرد.